# Lijst van planetoïden 71001-71100
| Naam              | Voorlopige naamgeving | Datum ontdekking | Locatie ontdekking | Ontdekker            |
| ----------------- | --------------------- | ---------------- | ------------------ | -------------------- |
| (71001) Natspasoc | 1999 XL37             | 7 december 1999  | Fountain Hills     | C. W. Juels          |
| (71002) -         | 1999 XO37             | 7 december 1999  | Črni Vrh           | Črni Vrh             |
| (71003) -         | 1999 XD38             | 3 december 1999  | Uenohara           | N. Kawasato          |
| (71004) -         | 1999 XF38             | 3 december 1999  | Nachi-Katsuura     | Y. Shimizu, T. Urata |
| (71005) -         | 1999 XN41             | 7 december 1999  | Socorro            | LINEAR               |
| (71006) -         | 1999 XQ42             | 7 december 1999  | Socorro            | LINEAR               |
| (71007) -         | 1999 XA43             | 7 december 1999  | Socorro            | LINEAR               |
| (71008) -         | 1999 XS43             | 7 december 1999  | Socorro            | LINEAR               |
| (71009) -         | 1999 XY44             | 7 december 1999  | Socorro            | LINEAR               |
| (71010) -         | 1999 XD45             | 7 december 1999  | Socorro            | LINEAR               |
| (71011) -         | 1999 XE45             | 7 december 1999  | Socorro            | LINEAR               |
| (71012) -         | 1999 XH49             | 7 december 1999  | Socorro            | LINEAR               |
| (71013) -         | 1999 XG50             | 7 december 1999  | Socorro            | LINEAR               |
| (71014) -         | 1999 XW52             | 7 december 1999  | Socorro            | LINEAR               |
| (71015) -         | 1999 XM55             | 7 december 1999  | Socorro            | LINEAR               |
| (71016) -         | 1999 XR55             | 7 december 1999  | Socorro            | LINEAR               |
| (71017) -         | 1999 XW55             | 7 december 1999  | Socorro            | LINEAR               |
| (71018) -         | 1999 XC57             | 7 december 1999  | Socorro            | LINEAR               |
| (71019) -         | 1999 XK57             | 7 december 1999  | Socorro            | LINEAR               |
| (71020) -         | 1999 XW58             | 7 december 1999  | Socorro            | LINEAR               |
| (71021) -         | 1999 XY58             | 7 december 1999  | Socorro            | LINEAR               |
| (71022) -         | 1999 XD59             | 7 december 1999  | Socorro            | LINEAR               |
| (71023) -         | 1999 XT60             | 7 december 1999  | Socorro            | LINEAR               |
| (71024) -         | 1999 XU60             | 7 december 1999  | Socorro            | LINEAR               |
| (71025) -         | 1999 XZ60             | 7 december 1999  | Socorro            | LINEAR               |
| (71026) -         | 1999 XD62             | 7 december 1999  | Socorro            | LINEAR               |
| (71027) -         | 1999 XS62             | 7 december 1999  | Socorro            | LINEAR               |
| (71028) -         | 1999 XJ66             | 7 december 1999  | Socorro            | LINEAR               |
| (71029) -         | 1999 XS66             | 7 december 1999  | Socorro            | LINEAR               |
| (71030) -         | 1999 XM67             | 7 december 1999  | Socorro            | LINEAR               |
| (71031) -         | 1999 XE68             | 7 december 1999  | Socorro            | LINEAR               |
| (71032) -         | 1999 XE70             | 7 december 1999  | Socorro            | LINEAR               |
| (71033) -         | 1999 XU70             | 7 december 1999  | Socorro            | LINEAR               |
| (71034) -         | 1999 XK71             | 7 december 1999  | Socorro            | LINEAR               |
| (71035) -         | 1999 XR71             | 7 december 1999  | Socorro            | LINEAR               |
| (71036) -         | 1999 XR72             | 7 december 1999  | Socorro            | LINEAR               |
| (71037) -         | 1999 XF73             | 7 december 1999  | Socorro            | LINEAR               |
| (71038) -         | 1999 XL73             | 7 december 1999  | Socorro            | LINEAR               |
| (71039) -         | 1999 XZ73             | 7 december 1999  | Socorro            | LINEAR               |
| (71040) -         | 1999 XG74             | 7 december 1999  | Socorro            | LINEAR               |
| (71041) -         | 1999 XQ74             | 7 december 1999  | Socorro            | LINEAR               |
| (71042) -         | 1999 XN77             | 7 december 1999  | Socorro            | LINEAR               |
| (71043) -         | 1999 XB78             | 7 december 1999  | Socorro            | LINEAR               |
| (71044) -         | 1999 XT81             | 7 december 1999  | Socorro            | LINEAR               |
| (71045) -         | 1999 XY84             | 7 december 1999  | Socorro            | LINEAR               |
| (71046) -         | 1999 XC85             | 7 december 1999  | Socorro            | LINEAR               |
| (71047) -         | 1999 XC86             | 7 december 1999  | Socorro            | LINEAR               |
| (71048) -         | 1999 XA87             | 7 december 1999  | Socorro            | LINEAR               |
| (71049) -         | 1999 XG88             | 7 december 1999  | Socorro            | LINEAR               |
| (71050) -         | 1999 XY88             | 7 december 1999  | Socorro            | LINEAR               |
| (71051) -         | 1999 XN89             | 7 december 1999  | Socorro            | LINEAR               |
| (71052) -         | 1999 XP91             | 7 december 1999  | Socorro            | LINEAR               |
| (71053) -         | 1999 XB93             | 7 december 1999  | Socorro            | LINEAR               |
| (71054) -         | 1999 XU93             | 7 december 1999  | Socorro            | LINEAR               |
| (71055) -         | 1999 XV93             | 7 december 1999  | Socorro            | LINEAR               |
| (71056) -         | 1999 XY95             | 9 december 1999  | Oizumi             | T. Kobayashi         |
| (71057) -         | 1999 XE96             | 7 december 1999  | Socorro            | LINEAR               |
| (71058) -         | 1999 XL96             | 7 december 1999  | Socorro            | LINEAR               |
| (71059) -         | 1999 XP96             | 7 december 1999  | Socorro            | LINEAR               |
| (71060) -         | 1999 XL98             | 7 december 1999  | Socorro            | LINEAR               |
| (71061) -         | 1999 XS98             | 7 december 1999  | Socorro            | LINEAR               |
| (71062) -         | 1999 XO99             | 7 december 1999  | Socorro            | LINEAR               |
| (71063) -         | 1999 XH101            | 7 december 1999  | Socorro            | LINEAR               |
| (71064) -         | 1999 XX103            | 8 december 1999  | Socorro            | LINEAR               |
| (71065) -         | 1999 XY105            | 11 december 1999 | Oizumi             | T. Kobayashi         |
| (71066) -         | 1999 XL106            | 4 december 1999  | Catalina           | CSS                  |
| (71067) -         | 1999 XX108            | 4 december 1999  | Catalina           | CSS                  |
| (71068) -         | 1999 XY109            | 4 december 1999  | Catalina           | CSS                  |
| (71069) -         | 1999 XB110            | 4 december 1999  | Catalina           | CSS                  |
| (71070) -         | 1999 XA112            | 7 december 1999  | Socorro            | LINEAR               |
| (71071) -         | 1999 XH112            | 10 december 1999 | Socorro            | LINEAR               |
| (71072) -         | 1999 XL112            | 10 december 1999 | Socorro            | LINEAR               |
| (71073) -         | 1999 XE113            | 11 december 1999 | Socorro            | LINEAR               |
| (71074) -         | 1999 XR115            | 5 december 1999  | Catalina           | CSS                  |
| (71075) -         | 1999 XB117            | 5 december 1999  | Catalina           | CSS                  |
| (71076) -         | 1999 XV117            | 5 december 1999  | Catalina           | CSS                  |
| (71077) -         | 1999 XZ117            | 5 december 1999  | Catalina           | CSS                  |
| (71078) -         | 1999 XF118            | 5 december 1999  | Catalina           | CSS                  |
| (71079) -         | 1999 XO118            | 5 december 1999  | Catalina           | CSS                  |
| (71080) -         | 1999 XD119            | 5 december 1999  | Catalina           | CSS                  |
| (71081) -         | 1999 XL119            | 5 december 1999  | Catalina           | CSS                  |
| (71082) -         | 1999 XV120            | 5 december 1999  | Catalina           | CSS                  |
| (71083) -         | 1999 XO121            | 5 december 1999  | Catalina           | CSS                  |
| (71084) -         | 1999 XQ121            | 5 december 1999  | Catalina           | CSS                  |
| (71085) -         | 1999 XX122            | 7 december 1999  | Catalina           | CSS                  |
| (71086) -         | 1999 XT125            | 7 december 1999  | Catalina           | CSS                  |
| (71087) -         | 1999 XV127            | 13 december 1999 | Ondřejov           | P. Kušnirák          |
| (71088) -         | 1999 XK129            | 12 december 1999 | Socorro            | LINEAR               |
| (71089) -         | 1999 XH132            | 12 december 1999 | Socorro            | LINEAR               |
| (71090) -         | 1999 XW132            | 12 december 1999 | Socorro            | LINEAR               |
| (71091) -         | 1999 XN133            | 12 december 1999 | Socorro            | LINEAR               |
| (71092) -         | 1999 XO133            | 12 december 1999 | Socorro            | LINEAR               |
| (71093) -         | 1999 XW133            | 12 december 1999 | Socorro            | LINEAR               |
| (71094) -         | 1999 XZ133            | 12 december 1999 | Socorro            | LINEAR               |
| (71095) -         | 1999 XM134            | 12 december 1999 | Socorro            | LINEAR               |
| (71096) -         | 1999 XR136            | 13 december 1999 | Fountain Hills     | C. W. Juels          |
| (71097) -         | 1999 XQ137            | 3 december 1999  | Anderson Mesa      | LONEOS               |
| (71098) -         | 1999 XV137            | 11 december 1999 | Ukkel              | T. Pauwels           |
| (71099) -         | 1999 XQ138            | 5 december 1999  | Kitt Peak          | Spacewatch           |
| (71100) -         | 1999 XV139            | 2 december 1999  | Kitt Peak          | Spacewatch           |